# Dun-les-Places
Dun-les-Places település Franciaországban, Nièvre megyében. Lakosainak száma 362 fő (2022. január 1.). Dun-les-Places Quarré-les-Tombes, Gouloux, Montsauche-les-Settons, Brassy, Marigny-l’Église, Saint-Agnan és Saint-Brisson községekkel határos.

## Népesség
A település népességének változása:
| Lakosok száma | 348  | 349  | 353  | 351  | 351  | 353  | 356  | 359  | 362  |
|               | 2013 | 2015 | 2016 | 2017 | 2018 | 2019 | 2020 | 2021 | 2022 |